# 41049 Ван Кіттерс
41049 Ван Кіттерс (41049 Van Citters) — астероїд головного поясу, відкритий 9 листопада 1999 року.
Тіссеранів параметр щодо Юпітера — 3,251.